# جائزة سان مارينو الكبرى 2003
جائزة سان مارينو الكبرى 2003 هو سباق فورمولا 1 أقيم بتاريخ 20 أبريل 2003 في حلبة إنزو دينو فيراري، إيمولا، إميليا-رومانيا، إيطاليا. كان الرابع من أصل 16 في بطولة العالم لسباقات الفورمولا واحد موسم 2003. حلّ الألماني مايكل شوماخر أولا بينما جاء الفنلندي كيمي رايكونن في المركز الثاني وحصل على المركز الثالث البرازيلي روبنز باركيلو.